# NBA 1962/63
NBA 1962/63 was het 17e seizoen van de NBA. Het begon op 16 oktober 1962 en eindigde op 24 april 1963, toen Boston Celtics de zesde wedstrijd van de NBA Finale met 112-109 won en daarmee op 4-2 kwam in de serie tegen verliezend finalist LA Lakers. Bill Russell van Boston Celtics werd (voor de vierde keer) verkozen tot NBA Most Valuable Player. Zijn ploeggenoten en hij werden voor het vijfde jaar op rij NBA-kampioen, voor de tweede keer achter elkaar na een finale tegen LA Lakers.
NBA 1962/63 was het eerste seizoen waarin de NBA een All-Rookie Team verkoos. De Warriors speelden voor het eerst als San Francisco Warriors, waar ze tot het voorgaande seizoen de Philadelphia Warriors waren.

## Eindstand regulier seizoen
| Eastern Conference | W  | V  |
| ------------------ | -- | -- |
| Boston Celtics     | 58 | 22 |
| Syracuse Nationals | 48 | 32 |
| Cincinnati Royals  | 42 | 38 |
| New York Knicks    | 21 | 59 |

| Western Conference     | W  | V  |
| ---------------------- | -- | -- |
| LA Lakers              | 53 | 27 |
| St. Louis Hawks        | 48 | 32 |
| Detroit Pistons        | 34 | 46 |
| San Francisco Warriors | 31 | 49 |
| Chicago Zephyrs        | 25 | 55 |

## Playoffs
|  | Division Semifinals | Division Semifinals |                |   | Division Finals | Division Finals |  |  | NBA Finals | NBA Finals |
|  |                     |                     |                |   |                 |                 |  |  |            |            |
|  |                     |                     |                |   |                 |                 |  |  |            |            |
|  |                     |                     |                |   |                 |                 |  |  |            |            |
|  |                     |                     |                |   |                 |                 |  |  |            |            |
|  | Boston Celtics      |                     |                |   |                 |                 |  |  |            |            |
|  |                     |                     |                |   |                 |                 |  |  |            |            |
|  | Bye                 |                     |                |   |                 |                 |  |  |            |            |
|  | Boston Celtics      | 4                   |                |   |                 |                 |  |  |            |            |
|  | Boston Celtics      | 4                   |                |   |                 |                 |  |  |            |            |
|  |                     | Cincinnati Royals   | 3              |   |                 |                 |  |  |            |            |
|  | Cincinnati Royals   | Cincinnati Royals   | 3              | 3 |                 |                 |  |  |            |            |
|  | Cincinnati Royals   |                     |                | 3 |                 |                 |  |  |            |            |
|  | Syracuse Nationals  | 2                   |                |   |                 |                 |  |  |            |            |
|  | Syracuse Nationals  | 2                   | Boston Celtics | 4 |                 |                 |  |  |            |            |
|  |                     |                     | Boston Celtics | 4 |                 |                 |  |  |            |            |
|  |                     | LA Lakers           | 2              |   |                 |                 |  |  |            |            |
|  | LA Lakers           | LA Lakers           | 2              |   |                 |                 |  |  |            |            |
|  |                     |                     |                |   |                 |                 |  |  |            |            |
|  | Bye                 |                     |                |   |                 |                 |  |  |            |            |
|  | LA Lakers           | 4                   |                |   |                 |                 |  |  |            |            |
|  | LA Lakers           | 4                   |                |   |                 |                 |  |  |            |            |
|  |                     | St. Louis Hawks     | 3              |   |                 |                 |  |  |            |            |
|  | Detroit Pistons     | St. Louis Hawks     | 3              | 1 |                 |                 |  |  |            |            |
|  | Detroit Pistons     |                     |                | 1 |                 |                 |  |  |            |            |
|  | St. Louis Hawks     | 3                   |                |   |                 |                 |  |  |            |            |
|  | St. Louis Hawks     | 3                   |                |   |                 |                 |  |  |            |            |

## Beste statistieken
- Meeste punten: Wilt Chamberlain (San Francisco Warriors)
- Meeste rebounds: Wilt Chamberlain (San Francisco Warriors)
- Meeste assists: Guy Rodgers (San Francisco Warriors)
- Hoogste percentage veldscores: Wilt Chamberlain (San Francisco Warriors)
- Hoogste percentage vrije worpen: Larry Costello (Syracuse Nationals)

1950 · 1951 · 1952 · 1953 · 1954 · 1955 · 1956 · 1957 · 1958 · 1959 · 
1960 · 1961 · 1962 · 1963 · 1964 · 1965 · 1966 · 1967 · 1968 · 1969 · 
1970 · 1971 · 1972 · 1973 · 1974 · 1975 · 1976 · 1977 · 1978 · 1979 · 
1980 · 1981 · 1982 · 1983 · 1984 · 1985 · 1986 · 1987 · 1988 · 1989 · 
1990 · 1991 · 1992 · 1993 · 1994 · 1995 · 1996 · 1997 · 1998 · 1999 · 
2000 · 2001 · 2002 · 2003 · 2004 · 2005 · 2006 · 2007 · 2008 · 2009 · 
2010 · 2011 · 2012 · 2013 · 2014 · 2015 · 2016 · 2017 · 2018 · 2019 · 
2020 · 2021 · 2022 · 2023 · 2024